# John Mutz
John Massie Mutz (* 5. November 1935 in Indianapolis, Indiana) ist ein US-amerikanischer Politiker. Zwischen 1981 und 1989 war er Vizegouverneur des Bundesstaates Indiana.

## Werdegang
John Mutz absolvierte die Northwestern University und arbeitete danach zunächst in der freien Wirtschaft. Unter anderem leitete er eine Restaurantkette. Politisch wurde er Mitglied der Republikanischen Partei. Zwischen 1967 und 1970 war er Abgeordneter im Repräsentantenhaus von Indiana; von 1971 bis 1980 saß er im Staatssenat. 1980 wurde Mutz an der Seite von Robert D. Orr zum Vizegouverneur von Indiana gewählt. Dieses Amt bekleidete er nach einer Wiederwahl zwischen dem 12. Januar 1981 und dem 9. Januar 1989. Dabei war er Stellvertreter des Gouverneurs und Vorsitzender des Staatssenats. 1988 kandidierte er erfolglos für das Amt des Gouverneurs.
Nach dem Ende seiner Zeit als Vizegouverneur arbeitete John Mutz in verschiedenen Bereichen. Zwischen 1989 und 1993 war er Präsident der Lilly Endowment Inc., einer der zehn größten privaten Stiftungen in den Vereinigten Staaten. Anschließend war er zwischen 1993 und 1999 Präsident des Energiekonzerns PSI Energy. Von 2002 bis 2010 fungierte er als Vorsitzender der Lumina Foundation for Education.